# سی‌زدتی‌اس
سی‌زدتی‌اس (به انگلیسی: CZTS) با فرمول شیمیایی Cu۲ZnSnS۴ یک ترکیب شیمیایی است. که جرم مولی آن ۴۳۹٫۴۷۱ می‌باشد. شکل ظاهری این ترکیب، بلورهای سیاه مایل به سبز است.